# Duché de Guastalla
Pour les articles homonymes, voir Guastalla.
1621–1748
Entités précédentes :
- Saint-Empire :
- Comté de Guastalla

Entités suivantes :
- Saint-Empire :
-  Duché de Parme et Plaisance

Le duché de Guastalla (également duché de Guastalle en français) est un ancien État de la péninsule italienne avec la ville de Guastalla pour capitale, fief impérial.
À son origine, il est constitué en comté dont les frontières sont : au nord, le duché de Mantoue, à l'est, le duché de Modène et de Reggio et au sud et à l'ouest, le duché de Parme. Initialement limité à la ville de Guastalla, il s'étend par la suite vers Dosolo, Luzzara et Reggiolo. De nombreuses possessions sont la propriété des seigneurs de Mantoue et de la maison d'Este qui vivent hors du duché. Il est gouverné de 1539 à 1746 par une branche de la maison de Gonzague, dont la principale règne sur Mantoue.

## Histoire

### Le comté
Le comté est créé en 1406 par Guido Torelli, dont la descendance assure la régence jusqu'en 1539. La famille, pour des raisons économiques, est contrainte de vendre ses domaines qui sont acquis par Ferdinand Ier de Guastalla. Guastalla voit son prestige augmenter, Ferdinand étant un des hommes les plus influents de son temps, d'un point de vue politique et militaire. En 1557, à sa mort, le comté va à son aîné César, lequel installe définitivement sa cour à Guastalle, en 1567. Il est à l'origine de nombreuses œuvres dont des églises, la zecca, et l'agrandissement du palais ducal. En 1575, son fils Ferrante II lui succède.
Une autre branche de la maison Torelli de Guastalla gouverne le comté de Montechiarugolo jusqu'en 1612, celui-ci ayant été séparé du comté de Guastalla en 1456.

### Le duché
Le 2 juillet 1621, Ferdinand II du Saint-Empire fait de Guastalla un duché. Ferrante II devient ainsi le premier duc de la ville, avec l'ambition de mettre la main sur le duché de Mantoue. Il meurt, cependant, en 1630 de la peste et son fils César II lui succède. Le duché connaît une période d'expansion avec l'annexion des terres de Dosolo, Luzzara et Reggiolo, jusque-là propriété de Mantoue.
En 1632, son fils Ferrante III accède au trône. N'ayant pas d'héritier masculin, le duché passe aux mains du mari de sa fille, Charles Ferdinand, duc de Mantoue. Au cours de cette période, Guastalla devient une ville satellite de l'État voisin. Le système de défense de la ville est modernisé et amélioré en raison de la situation politique européenne qui s'envenime. Entre 1689 et 1690, la ville est attaquée par les Espagnols qui réussissent à démolir les murs défensifs. Ils occupent la ville et détruisent de château de l'époque des Visconti ainsi que la tour civique. En 1692, le duc est accusé de félonie et l'empereur Léopold Ier confie Guastalla et ses territoires à Vincenzo Gonzaga. En 1702, pendant son règne, il y a de nombreux combats sur le territoire de Luzzara entre les troupes françaises de Louis XIV et les armées impériales commandées par Eugène de Savoie. Peu après, les combats se déplacent à proximité de Guastalla. La ville, pro-autrichienne, bien que faisant preuve d'une valeureuse défense, est contrainte à la reddition. En 1714, Antonio Ferdinando Gonzaga hérite du duché. Il se montre peu actif politiquement et meurt dans des circonstances étranges en 1729.
Son frère, Giuseppe Maria, dernier duc, accède au pouvoir et assiste, en 1734, à l'occupation de la part des Autrichiens et à la bataille de Guastalla qui suit la bataille de San Pietro. Par la suite, la cille est cédée à Charles-Emmanuel III de Savoie jusqu'en 1738. Le dernier duc meurt sans héritier en 1746 et, en 1747, le duché de Guastalla est incorporé dans la Lombardie autrichienne sous la gouvernance de Martie-Thérèse d'Autriche. La mort du dernier héritier des Gonzague met fin à l'autonomie politique et territoriale qui depuis 100 ans caractérisait le duché. En 1748, avec le traité d'Aix-la-Chapelle, le duché est réuni au duché de Parme gouverné par un Bourbon. La ville est annexée à la République cisalpine en 1802 avant de redevenir un duché autonome, en 1806, attribué à Camillo Borghese, mari de Pauline Bonaparte.
En 1815, le duché retourne au duché de Parme gouverné par Marie-Louise d'Autriche, la seconde épouse de Napoléon Ier, qui le conserve jusqu'en 1847. En 1848, Charles III cède la ville et les territoires annexes au duc de Modène. En 1861, Guastalla intègre le royaume d'Italie.

## Articles annexes
- Maison Gonzague, lignée de Guastalla